# 崖上的波妞 (單曲)
《崖上的波妞》為日本童星大橋望美與雙人合唱樂團藤岡藤卷在2007年發行的單曲，同為2008年吉卜力工作室推出的同名動畫《崖上的波妞》片尾曲。

## 概要
作品的樂曲內容為創作者久石讓在觀看《崖上的波妞》導演宮崎駿所繪製的分鏡圖時，在腦海中浮現出的曲調。當時久石讓雖迅速將曲子的架構給完成出來，但因顧慮到風格內容過於簡單，而延遲了2至3個月後、確認作品已難有再變動的空間才向宮崎駿及該動畫製作人鈴木敏夫提出，而宮崎駿及鈴木敏夫試聽後則一致認為這種曲風單純的曲子正適合此動畫作品。
作品的歌詞內容主要由該動畫的作畫監督近藤勝也所完成，並在動畫上映的前半年期間發表。當時鈴木敏夫曾發下要賣出百萬張的豪語，但在數個月後累積下來的成績僅約賣出3000多張、在Oricon公信榜的排行也大約在100多名左右。之後在動畫上映的前1個月時因相關宣傳廣告開始放送，演唱者大橋望美及藤岡藤卷也在日本全國展開巡迴表現活動，讓該單曲開始熱賣，之後在2008年7月21日當天得到Oricon該日銷售榜的首位，並達到在7月28日後連續11週在週內排行榜的前10名、週內排行最高名次第3名的銷售量，超越吉卜力工作室前張動畫單曲《瑟魯之歌》週內排行最高名次第5名的成績。
歌曲演唱者大橋望美、藤岡藤卷後續在2008年年底第59回NHK紅白歌合戰上表演此曲，大橋望美同為前59回紅白戰以來最年輕的參賽者。

## 收錄歌曲
1.崖上的波妞
作詞：近藤勝也 補充作詞：宮崎駿 作曲‧編曲：久石讓 演唱：大橋望美&藤岡藤卷
2.藤本的主題歌
作詞：藤岡藤卷 作曲‧編曲：久石讓 演唱：藤岡藤卷
3.崖上的波妞
※演奏版
4.藤本的主題歌
※演奏版
5.崖上的波妞
※大橋望美獨唱版

## 收錄專輯
- 崖上的波妞印象專輯（2008年）
- 崖上的波妞原聲帶（2008年）
- 吉卜力工作室歌曲集（2008年）

## 引用
- 朝日飲料產品「三矢蘋果酒」廣告歌曲。[7]
- 前日職棒球隊北海道日本火腿鬥士洋將傑森·伯茲（Jason Botts）在關東地區比賽時的加油曲。
- 前日職足球隊川崎前鋒洋將羅納度·祖利亞在比賽射門得分時的伴奏曲。